# Nicole Rocklin
Nicole Rocklin (* 29. August 1979) ist eine US-amerikanische Filmproduzentin. International bekannt wurde sie durch ihr Engagement für Filme wie Middle of Nowhere oder Spotlight.

## Leben und Karriere
Nicole Rocklin, Jahrgang 1979, wuchs in Calabasas (Kalifornien) auf. Nach dem Besuch der University of Wisconsin–Madison kehrte sie zurück nach Los Angeles, wo sie an der juristischen Fakultät für zwei Jahre eine Tätigkeit aufnahm, später arbeitete sie in der Produktionsfirma von Jerry Bruckheimer. 2008 begann sie eine eigenständige Laufbahn als Produzentin in der Filmbranche.
Als erstes unterstützte sie den Regisseur John Stockwell bei seiner Kinoproduktion Middle of Nowhere, bevor sie sich ein Jahr später bei dem Filmprojekt von Regisseur Stephen Leeds The Magnificent Cooly-T als ausführende Produzentin engagierte. Im Jahr 2015 produzierte sie  den Film The Perfect Guy mit Sanaa Lathan, Michael Ealy und Morris Chestnut in den Hauptrollen. Noch im selben Jahr war sie auch für die Kinoproduktion Spotlight von Tom McCarthy in der Besetzung Mark Ruffalo, Michael Keaton und Rachel McAdams als Filmproduzentin aktiv, für die sie zusammen mit ihrem Produzententeam Michael Sugar, Steve Golin und Blye Pagon Faust bei der Verleihung 2016 einen Oscar in der Kategorie Bester Film erhielt.
2018 wurde sie in die Academy of Motion Picture Arts and Sciences berufen, die jährlich die Oscars vergibt.

## Auszeichnungen
- 2016: Oscar in der Kategorie Bester Film bei der Verleihung 2016 für Spotlight zusammen mit Michael Sugar, Steve Golin und Blye Pagon Faust

## Filmografie (Auswahl)
- 2008: Middle of Nowhere
- 2009: The Magnificent Cooly-T
- 2015: The Perfect Guy
- 2015: Spotlight